# Grayson Moyer
Grayson Moyer (* 16. Juni 1986 in San Diego, Kalifornien) ist ein ehemaliger US-amerikanischer Basketballspieler. Nach dem Studium in seinem Heimatland wurde Moyer Profi und spielte zwei Spielzeiten in Europa, darunter etwas mehr als eine Saison bei den Deutsche Bank Skyliners aus Frankfurt am Main in der deutschen Basketball-Bundesliga. Zuletzt spielte er 2012 in seiner Heimatstadt bei den Sol in der American Basketball Association.

## Karriere
2004 begann Moyer ein Studium der Betriebswirtschaftslehre an der Humboldt State University im nordkalifornischen Arcata. Dort spielte er für die Hochschulmannschaft Lumberjacks in der NCAA Division II in der „California Collegiate Athletic Association“, deren Meisterschaft man 2007 und 2008 gewinnen konnte. In seiner letzten College-Saison wurde er, nachdem er durchschnittlich 14,6 Punkten und 4,0 Assists erzielt hatte, als „Athlet des Jahres“ der Conference ausgezeichnet. Anschließend war Moyer in der ABA für Alaska Dream, die jedoch nur Vorbereitungsspiele absolvierten und noch vor Saisonbeginn den Spielbetrieb bereits wieder einstellten, sowie in der IBL für Los Angeles Lightning aktiv, bevor er 2009 nach Frankfurt wechselte. Zu Beginn der folgenden Spielzeit wurde Moyer noch einmal vom neuen Trainer Gordon Herbert in den Kader der Frankfurter zurückgeholt, als verletzungsbedingten Ersatz für Quantez Robertson. Der befristete Vertrag wurde nach einem Monat nicht verlängert und Trainer Herbert, der zuvor lange Zeit in Finnland gearbeitet hatte, vermittelte Moyer in die Korisliiga zu Kouvot nach Kouvola, wo er bis zum Jahresende spielte. Anschließend kehrte Moyer in sein Heimatland zurück und wurde noch einmal in seiner Geburtsstadt für die Sol in der ABA aktiv.